# Маастрихт/Аахен (аеропорт)
Аеропорт Маастрихт/Аахен (нід. Maastricht Aachen Airport (IATA: MST, ICAO: EHBK)) — регіональний аеропорт у місті Бек (Нідерланди), розташований за 9,3 км NE від Маастрихта та 28 км NW від Аахена, Німеччина. Це друга за вантажообігом повітряна гавань хаб у Нідерландах. Станом на 2016 рік аеропорт мав пасажирообіг 176 тис. та обробляв 60 тис. тонн вантажів.

## Авіалінії та напрямки

### Пасажирські
| Авіакомпанія                | Пункт призначення |
| --------------------------- | --- |
| AlMasria Universal Airlines | Сезонний чартер: Хургада (з 1 липня 2019) |
| BH Air                      | Сезонний чартер: Бургас (з 2 липня 2019) |
| Corendon Airlines           | Сезонний: Анталія, Ізмір (з 2 червня 2019) |
| Corendon Dutch Airlines     | Сезонний: Альгеро, Банжул, Бодрум, Бургас (з 30 червня 2019), Корфу, Фару, Гран-Канарія, Іракліон, Хургада, Кос, Мітилена (з 17 квітня 2019), Пальма-де-Мальорка, Охрид, Родос, Самос (з 17 квітня 2019), Тенерифе-Південний, Трапані, Закінф |
| Pegasus Airlines            | Сезонний чартер: Анталія (з 26 квітня 2019) |
| Ryanair                     | Аліканте, Мальта Сезонний: Барі, Жирона |

### Вантажні
| Авіакомпанія           | Пункт призначення |
| ---------------------- | --- |
| Emirates SkyCargo      | Аддис-Абеба, Агуаділья, Барселона, Богота, Чикаго-О'Хара, Дубай-Аль-Мактум, Франкфурт, New York-JFK, Лос-Анджелес, Мехіко-Сіті, Найробі         |
| Royal Jordanian Cargo  | Алжир, Амман, Каїр, New York-JFK |
| Saudia Cargo           | Даммам, Джидда, Йоганнесбург, Найробі |
| Silk Way Airlines      | Баку, Бургас, Гонконг, Хабаровськ, Лондон-Станстед, Москва-Шереметьєво, Новосибірськ                                                            |
| Sky Gates Airlines     | Баку, Гонконг, Москва-Шереметьєво, Новосибірськ                                                                                                 |
| Turkish Airlines Cargo | Аккра, Богота, Чикаго-О'Хара, Ентеббе, Ізмір, Стамбул-Ататюрк, Кувейт, Лондон-Станстед, Найробі, Осло-Гардермуен, Ріяд, Торонто-Пірсон, Кюрасао |
| Zimex Aviation         | Бірмінгем, Дублін, Франкфурт |

## Статистика
| Рік  | Пасажирообіг | Вантажообіг |
| ---- | ------------ | ----------- |
| 2006 | 293,000      | 77,000      |
| 2007 | 155,000 ▼    | 81,000 ▲    |
| 2008 | 252 000 ▲    | 87,000 ▲    |
| 2009 | 181,000 ▼    | 85,000 ▼    |
| 2010 | 270,000 ▲    | 90,000 ▲    |
| 2011 | 363,000 ▲    | 93,000 ▲    |
| 2012 | 345,000 ▼    | 75,000 ▼    |
| 2013 | 465,000 ▲    | 79,000 ▲    |
| 2014 | 283,000 ▼    | 80,000 ▲    |
| 2015 | 195,000 ▼    | 57,000 ▼    |
| 2016 | 176,000 ▼    | 60,000 ▲    |
| 2017 | 167,000 ▼    | 87,000 ▲    |
| 2018 | 274,000 ▲    | 124,000 ▲   |